# タングルフットブナ
タングルフットブナ（学名 : Nothofagus gunnii）は、オーストラリアのタスマニア島に自生するナンキョクブナ科の樹木で、英名をtanglefoot beech、tanglefoot、deciduous beechという。

## 形態
生育地によって小低木から小高木まであり、落葉性である。葉は卵形ないし円形で長さ約2.5cm、脉が深く凹入する。秋落葉前に鮮黄色あるいは黄褐色、胴色に黄葉する。花と果実は小さく不顕著である。

## 利用
材は散孔材で､心材は紅褐色を呈する。材はフローリング、家具、農機具、ボート甲板などに用いられる。